# Kalemie
Kalemie er en by i den østlige del af Demokratiske Republik Congo, med et indbyggertal (pr. 2012) på cirka 	146.974. Byen ligger ved breden af Tanganyikasøen, der også danner Congos grænse til nabolandet Tanzania. Lukugafloden, der afvander Tanganyikasøen til Lualabafloden, løber gennem byen. Kalemie er hovedstaden i provinsen Tanganyika.

## Historie
Fra 1886 til 1891 blev der grundlagt katolske missioner ved den nordlige og sydlige ende af Tanganyikasøen. Léopold Louis Joubert, en fransk soldat og bevæbnet hjælpesoldat, blev af ærkebiskop Charles Lavigeries Society of Missionaries of Africa sendt ud for at beskytte missionærerne. Missionærerne forlod tre af de nye stationer på grund af angreb fra Tippu Tip og Rumaliza I 1891 havde de arabiske slavehandlere kontrol over hele den vestlige bred af søen, bortset fra regionen, forsvaret af Joubert, omkring Mpala og St Louis de Mrumbi.

### Albertvilles grundlæggelse
Den 30. december 1891 grundlagde kaptajn Alphonse Jacques' antislaveri-ekspedition militærposten Albertville ved Tanganyika-søen og forsøgte at sætte en stopper for den arabiske slavehandel i regionen.
Albertville lå 15 km syd for Lukuga-floden. Sergent Alexis Vrithoff blev dræbt den 5. april 1892, da han forsvarede Albertville mod et angreb fra arabiske slavehandlere under Rumaliza (en). Hans tropper, der havde hjemme i Kataki, omringede Albertville og belejrede forposten i flere måneder, fra 16. august 1892 til 1. januar 1893. Til sidst måtte Rumalizas styrker trække sig tilbage på grund af ankomsten af Long-Duvivier-Delief-kolonnen, der sendte en nødhjælpskolonne fra Bruxelles, til at hjælpe Jacques.
Efter at araberne forlod territoriet, blev den oprindelige Albertville gradvist forladt, og navnet blev knyttet til militærposten M'Toa nord for Lukuga, stedet for det nuværende Kalemie.

## Økonomi
Kalemie fungerer som en vigtig by i Katanga-provinsen; Fremstilling omfatter cement, fødevarer og tekstiler.

### Minedrift
Byen fungerer derfor som et distributionscenter for sådanne mineraler som kobber, kobolt, zink, guld, tin og kul.

### Transport

#### Lufthavn
Byen betjenes af Kalemie Lufthavn, med fly til andre lufthavne i landet.

#### Jernbane
Kalemie ligger i centrum af jernbanelinjerne til Nyunzu, Kindu, Kasai, Kabalo, Kamina og Lubumbashi.
Byggeriet af en jernbane Kalemie til Bukavu gennem byen Baraka for at åbne Kivu-regionen blev foreslået.

#### Vand
Kalemie ligger i centrum af vandvejen til Kigoma, Mpulungu, Uvira og Bujumbura.